# Локня (Сумский район)
Локня (укр. Локня) — село,
Басовский сельский совет,
Сумский район,
Сумская область,
Украина.
Код КОАТУУ — 5924780702. Население по переписи 2001 года составляло 372 человека. Население - 20 человек (2024 год).

## Географическое положение
Село Локня находится на берегу реки Локня,
выше по течению примыкает село Юнаковка,
ниже по течению на расстоянии в 2 км расположено село Басовка.
Рядом проходит автомобильная дорога Н-07.

## История
В XIX веке село Локня было в составе Юнаковской волости Сумского уезда Харьковской губернии. В селе была Успенская и Рождество-Богородичная церковь.

## Экономика
- Молочно-товарная ферма.

## Известные люди
- Карнаушенко Михаил Павлович (1906—1975) — Герой Советского Союза, родился в селе Локня.
- Кириченко, Алексей Петрович (1894—1941) — Герой Советского Союза.